# Auchmophanes platysara
Auchmophanes platysara là một loài bướm đêm trong họ Erebidae.

## Hình ảnh

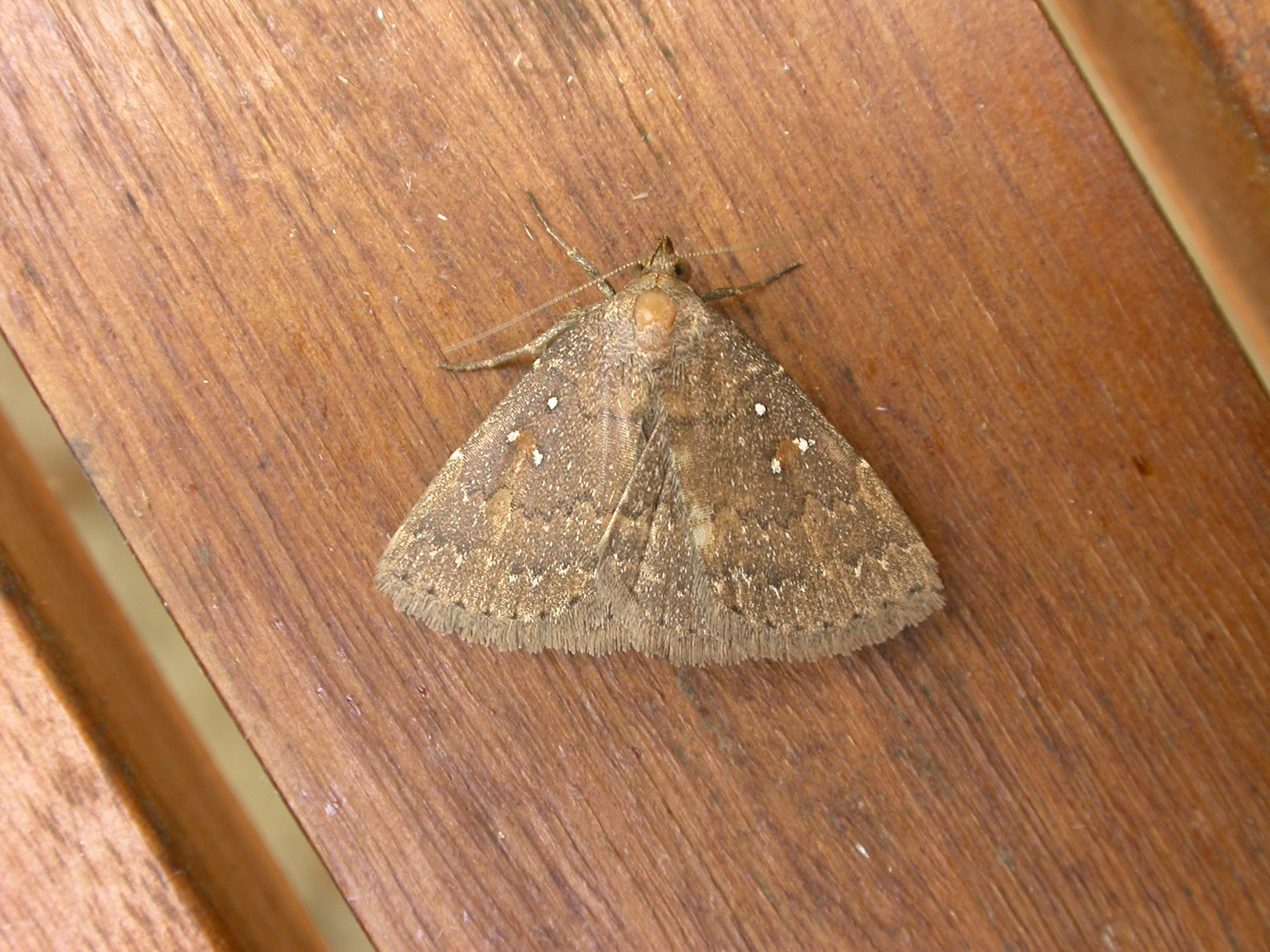